# Kalista (mitologija)
Kalista (grč. Καλλιστώ, Kallistố) u grčkoj mitologiji bila je kći kralja Arkadije Likona ili je pak bila nimfa. 

## Etimologija
Kalistino ime dolazi od grčke riječi καλλίστη, kallístê = "najljepša".

## Mitologija
Kalista je bila Artemidina sljedbenica i zavjetovala se ostati djevicom. Ali u nju se zaljubio Zeus te su vodili ljubav dok je on bio prerušen u Apolona (za razliku od ove Heziodove, Ovidijeva inačica mita donosi da se Zeus prerušio u samu Artemidu). Kad se kupala s Artemidinim nimfama, otkriveno je da je trudna te ju je boginja pretvorila u medvjeda, a u tom je obličju rodila i svoga sina Arkada. Druga inačica priče govori da ju je Hera pretvorila Kalistu u medvjeda da bi se osvetila zbog muževe prijevare.
Mit govori da ju je njezin sin Arkad gotovo ubio u lovu kopljem, ali Zeus je to spriječio i oboje ih postavio kao zviježđa Veliki medvjed i Mali medvjed na nebu. Druga inačica mita govori da su lovci uhvatili i nju i njezina sina te ih doveli Kalistinu ocu Likonu, a Zeus ih je potom pretvorio u zviježđa.
Heri se to nije svidjelo te je tražila Tetiju da joj pomogne. Tetija ih je proklela da zauvijek kruže nebom i da nikad ne zađu ispod obzora (zato su cirkumpolarni).

## Vanjske poveznice
- Kalista u grčkoj mitologiji (engl.)